# فابیان وایس
فابیان وایس (انگلیسی: Fabian Weiß؛ زادهٔ ۲۳ فوریهٔ ۱۹۹۲) بازیکن فوتبال اهل آلمان است.
از باشگاه‌هایی که در آن بازی کرده‌است می‌توان به باشگاه فوتبال اشتوتگارت، باشگاه فوتبال وورتسبورگ کیکرز، و باشگاه فوتبال وی‌اف‌آر آلن اشاره کرد.